# Tuzamapan Xilochico
Tuzamapan Xilochico es una localidad del estado mexicano de Puebla. Es parte del municipio de Cuetzalan del Progreso.

## Toponimia
El nombre «Tuzamapan» proviene de los términos en náhuatl tuzan, tuza; atl, río; pan, locativo. Su significado es «en el río de las tuzas». El nombre «Xilochico» proviene del náhuatl xilotl, jilote; xochitl, flor; co, lugar. Su significado es «en la flor del jilote».

## Demografía
| Gráfica de evolución demográfica |
|                                  |

| Censo | Población |
| ----- | --------- |
| 1980  | 270       |
| 1990  | 296       |
| 1995  | 410       |
| 2000  | 493       |
| 2005  | 428       |
| 2010  | 506       |
| 2020  | 568       |